# Hypercompe dorsata
Hypercompe dorsata är en fjärilsart som beskrevs av Forbes 1929. Hypercompe dorsata ingår i släktet Hypercompe och familjen björnspinnare. Inga underarter finns listade i Catalogue of Life.